# پیلگریم (میشیگان)
پیلگریم (به انگلیسی: Pilgrim) یک منطقهٔ مسکونی در ایالات متحده آمریکا است که در میشیگان واقع شده‌است. پیلگریم ۰٫۹ کیلومتر مربع مساحت و ۱۱ نفر جمعیت دارد و ۱۸۶ متر بالاتر از سطح دریا واقع شده‌است.